# Spår och tåg i väst
Spår och tåg i väst, paraplyorganisation för olika järnvägs- och spårvägsföreningar i Västsverige, även modelljärnvägsföreningar. Förkortas STV.

## Följande föreningar ingår i STV
- Landeryds Järnvägsmuseum
- Göteborgs modelljärnvägssällskap (GMJS)
- Bergslagarnas järnvägssällskap (BJ:s)
- Rannerallarna
- Ringlinien
- Borås miniatyrånglokssällskap (BMåS)
- Skara Lundsbrunns järnvägar (SkLj)
- AGJ
- Nässjö järnvägsmuseum
- Svenska Järnvägsklubben lokalavdelningen i Göteborg
- Svenska Järnvägsfrämjandet
- Modul Syd
- Museiföreningen Västra Stambanans Järnväg
- Modelljärnvägsklubben Rälsbiten
- Melleruds Modelljärnvägsklubb